# Вест-Оранж (Техас)
Вест-Оранж (англ. West Orange) — місто (англ. city) на півдні США в окрузі Орандж, штат Техас. Населення — 3459 осіб (2020).

## Історія
Поселенню надано статус міста в 1954 році. 7 листопада 1957 року за 2.1 милі від центру міста пройшов торнадо категорії F4 (максимальна швидкість вітру 207—260 миль на годину). Загинула одна людина і поранено 81 особа. Завдано збитків на суму між $ 500000 і $ 5000000.

## Географія
Місто знаходиться на крайньому сході Техасу. Вест-Оранж розташований за координатами 30°4′45″ пн. ш. 93°45′34″ зх. д. / 30.07917° пн. ш. 93.75944° зх. д. (30.079136, -93.759536).  За даними Бюро перепису населення США в 2010 році місто мало площу 8,87 км², з яких 8,82 км² — суходіл та 0,05 км² — водойми.

## Демографія
Згідно з переписом 2010 року, у місті мешкали 3443 особи в 1437 домогосподарствах у складі 950 родин. Густота населення становила 388 осіб/км².  Було 1689 помешкань (190/км²).
Расовий склад населення:
| - 83,7 % — білих - 6,1 % — чорних або афроамериканців - 0,6 % — корінних американців - 0,5 % — азіатів - 7,0 % — осіб інших рас |

До двох чи більше рас належало 2,0 %. Частка іспаномовних становила 12,3 % від усіх жителів.
За віковим діапазоном населення розподілялося таким чином: 20,9 % — особи молодші 18 років, 61,9 % — особи у віці 18—64 років, 17,2 % — особи у віці 65 років та старші. Медіана віку мешканця становила 41,0 року. На 100 осіб жіночої статі у місті припадало 98,9 чоловіків;  на 100 жінок у віці від 18 років та старших — 98,1 чоловіків також старших 18 років.
Середній дохід на одне домашнє господарство  становив 64 828 доларів США (медіана — 40 801), а середній дохід на одну сім'ю — 82 891 долар (медіана — 47 389). Медіана доходів становила 37 224 долари для чоловіків та 35 588 доларів для жінок. За межею бідності перебувало 16,6 % осіб, у тому числі 22,3 % дітей у віці до 18 років та 10,8 % осіб у віці 65 років та старших.
Цивільне працевлаштоване населення становило 1506 осіб. Основні галузі зайнятості: освіта, охорона здоров'я та соціальна допомога — 16,7 %, роздрібна торгівля — 16,6 %, виробництво — 15,3 %.

## Культура
Щороку в листопаді в місті проходить фестиваль «Свято в парку». Місцем проведення фестивалю є Міський парк. На святкування, крім місцевого населення, приїжджають мешканці навколишніх населених пунктів. Також у місті є традиція масового святкування у вечір перед Різдвом у центрі міста перед мерією.